# Здоровье Шаха

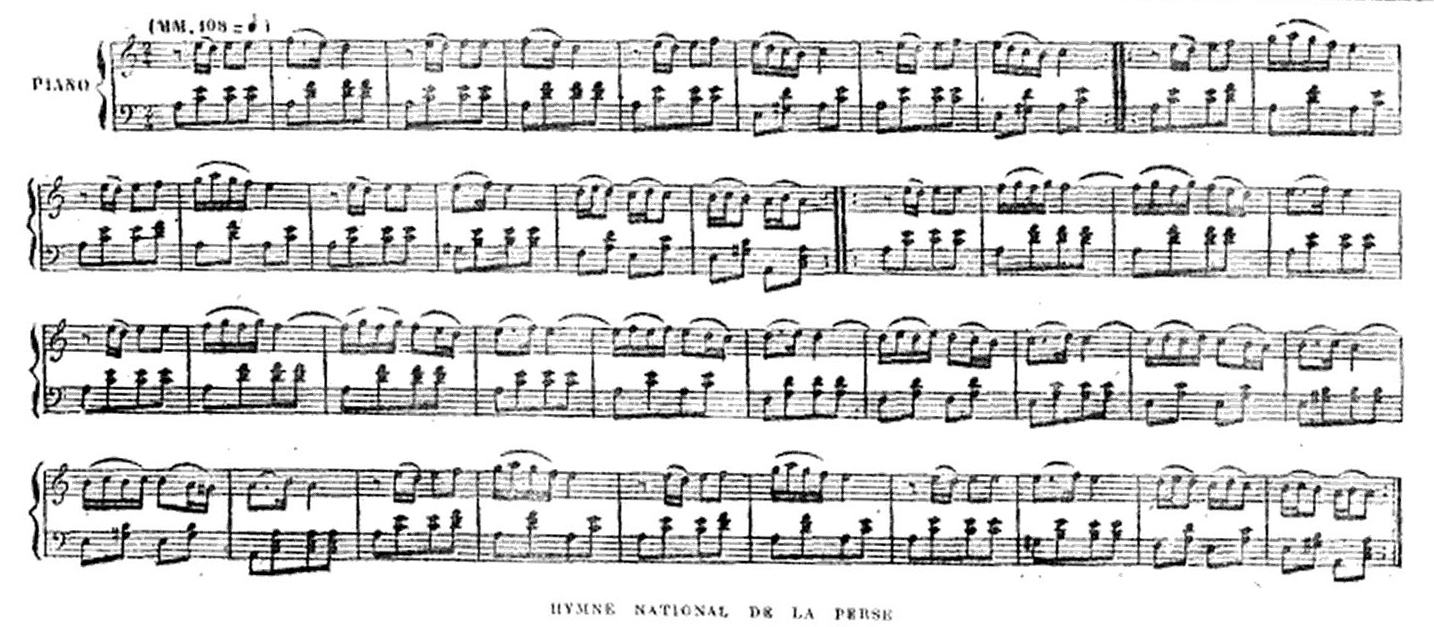
Фортепианная редукция.

Гимн Возвышенного Государства Ира́н, также известный как «Здоро́вье Ша́ха» (перс. سلامتی شاه‎ / Salâmatiye Šâh) и Приветствие Ша́ха (перс. سلام شاه‎ / Salâme Šâh) — один из официальных государственных символов Возвышенного Государства Иран во главе с династией Каджаров. У данного гимна не было слов, музыка была написана в 1873 году франко-иранским композитором — Альфред Жан Батист Лемером.
Данный гимн был официально утверждён по некоторым данным в том же 1873 году, и использовался в официальных национальных или международных мероприятиях и встречах с участием Шаха Ирана. Инициатором принятия данного гимна являлся тогдашний шах Ирана — Насереддин Каджар Шах, который правил иранским государством в 1848—1896 годах. Данный гимн также использовался во время правления следующего шаха — Музаффареддин Каджар Шаха, который правил Ираном в 1896—1907 годах. В 1909 году после свержения Мухаммад Али Шаха, который успел править Ираном почти два года, данный гимн был отменён. 
После коронации его сына и преемника Ахмад Каджар Шаха в 1914 году,  «Салют возвышенного государства Иран» был принят в качестве нового национального  гимна страны. Этот гимн продолжал существовать и после падения династии Каджаров в 1925 году и прихода династии Пехлеви, вплоть до 1933 года, пока не был принят новый гимн государства. 

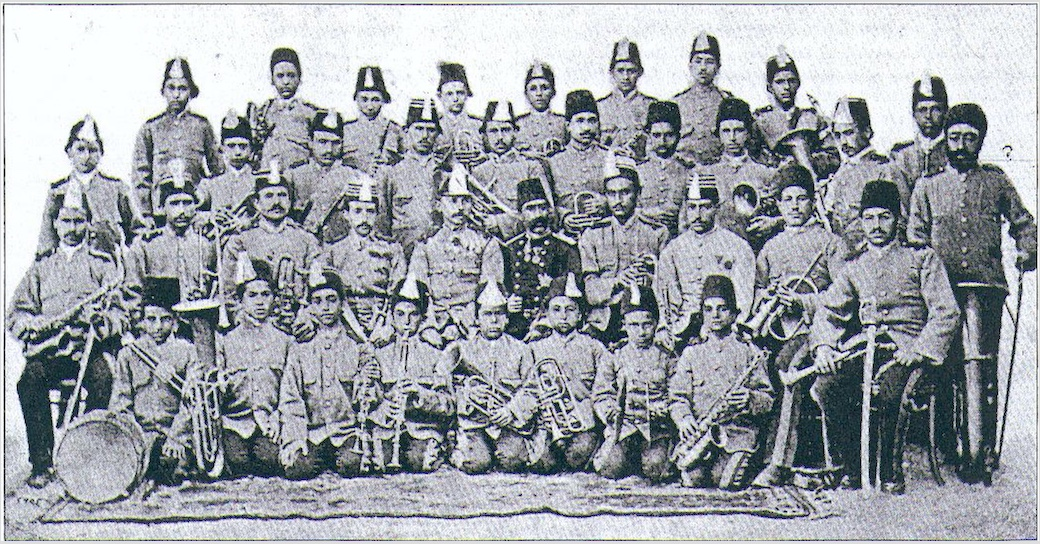
Королевский оркестр Насер ад-Дин Шаха.

В последующие годы, гимн «Здоровье Шаха» был переработан несколькими иранскими композиторами, в том числе Сиявашем Бейзаи, Пейманом Султани. Ныне музыка данного гимна является достаточно известным и популярным среди иранцев, и является музыкой для ряда патриотических песен, наиболее известный среди которых песня «Ватанам» (Моя Родина), которая также называется «Иранэ Джаван» (Молодой Иран).